# Monte Cara
Monte Cara és un muntanya a la part occidental de l'illa de São Vicente a Cap Verd. La seva elevació és de 489 m. Està situat 5 km a l'oest de la capital de l'illa Mindelo, i cau de manera abrupta per la seva cara nord a l'oceà Atlàntic. El seu nom es deu a la seva semblança ala cara d'un gegant.
La cançó Monte Cara apareix a l'àlbum Voz d'Amor (2003) de Cesária Évora